# Киреев, Гавриил Яковлевич
Гаврии́л Я́ковлевич Кире́ев (8 марта 1891, Арда, Козьмодемьянский уезд, Казанская губерния, Российская империя — 25 ноября 1960, Дубовая, Килемарский район, Марийская АССР, РСФСР, СССР) — советский военный деятель. Участник Первой мировой войны. В годы Гражданской войны — командир артиллерийского взвода и батареи 1-го лёгкого артиллерийского дивизиона 11-й Петроградской стрелковой дивизии. Дважды кавалер ордена Красного Знамени (1921, 1922) и ордена Ленина (1952).

## Биография
Родился 8 марта 1891 года в с. Арда ныне Килемарского района Марий Эл в бедной крестьянской семье.
В 1912 году призван в Русскую императорскую армию. Участник Первой мировой войны, фельдфебель. В октябре 1918 года призван в РККА. Участник Гражданской войны: командир артиллерийского взвода и батареи 1-го лёгкого артиллерийского дивизиона 11-й Петроградской стрелковой дивизии. Отличился в боях на территории Белоруссии и Польши. В представлении к награждению орденом Красного Знамени записано: «При отступлении одного из стрелковых полков от фольварка Ободовцы выкатил вперёд орудие и, невзирая на сильнейший огонь противника, лично стал стрелять по врагу, чем облегчил конную атаку подошедшего кавалерийского полка. В результате противник отступил, оставив три орудия, 250 человек были взяты в плен». В 1921 году уволился с военной службы.
С 1921 года в Волжском районе Марийской автономной области:  десятник леспромхоза, начальник сплава леса. Награждён орденами Ленина, «Знак Почёта», медалями и 2-мя почётными грамотами Президиума Верховного Совета Марийской АССР.
Скончался 25 ноября 1960 года на ст. Дубовая Килемарского района Марийской АССР. Похоронен на кладбище с. Арда Килемарского района.

## Награды
- Орден Красного Знамени (1921, 1922)[1][2][4]
- Орден Ленина (1952)[1][2]
- Орден «Знак Почёта» (1945)[1][2]
- Медаль «За доблестный труд в Великой Отечественной войне 1941—1945 гг.»
- Почётная грамота Президиума Верховного Совета Марийской АССР (1944, 1946)[1][2]

## Память
- Имя Г. Я. Киреева носит площадь в п. Визимьяры Килемарского района Марий Эл[1][2][5].
- Его именем названа одна из улиц в  с. Арда Килемарского района Марий Эл[1][./Киреев,_Гавриил_Яковлевич#cite_note-_d8abd0506f0f705a-1 [1]][2].